# 小林攻
小林 攻（こばやし おさむ、1942年〈昭和17年〉5月10日 - ）は、日本の政治家。元千葉県成田市長（1期）。

## 来歴
千葉県印旛郡本埜村（現：印西市）出身。千葉県立千葉工業高等学校卒。
成田市議会議員を経て、1991年の成田市長選挙に立候補したが落選。1995年と1999年の市長選挙にも続けに立候補したが落選。2003年の市長選挙で当選し、同年4月28日、市長に就任。その後市長を1期務めた。
2006年12月2日、成田市内の清掃工場に関する汚職事件により収賄容疑で逮捕され、12月4日に市長を辞職。2007年9月14日、千葉地裁にて懲役2年、追徴金1200万円の実刑判決が確定した。